# (3740) Menge
(3740) Menge es un asteroide perteneciente al cinturón de asteroides, descubierto el 1 de marzo de 1981 por Henri Debehogne y el también astrónomo Giovanni de Sanctis desde el Observatorio de La Silla, Chile.

## Designación y nombre
Designado provisionalmente como 1981 EM. Fue nombrado Menge en honor al astrónomo brasileño Sergio Menge de Freitas.